# اخطاریه هواشناسی
یک اخطاریه هواشناسی به‌طور کلی به هشدار صادر شده توسط یک سازمان هواشناسی برای هشدار دادن به شهروندان از نزدیک شدن به آب و هوای خطرناک اشاره می‌کند. از سوی دیگر، اخطاریه هواشناسی، به‌طور معمول به هشداری گفته می‌شود که نشان می‌دهد شرایط مناسب برای توسعه الگوهای آب و هوایی خطرناک است، گرچه شرایط آب و هوایی خطرناک در حال حاضر وجود ندارد.

## نیوزلند
متسرویس خدمات ملی هواشناسی نیوزیلند است و توسط وزیر حمل و نقل برای ارائه خدمات هشدار هواشناسی مجوز جدید نیوزلند تعیین شده‌است. متسرویس مسائل مربوط به آب و هوای شدید، ساعتها و هشدارها را تحت یک قانون کار قرار می‌دهد که دیگران را قادر می‌سازد تا این اطلاعات را در منافع ملی توزیع کنند. معیارهای هشدار هوا در وب سایت آن منتشر می‌شود. مانند ایالات متحده متسرویس نیوزلندهشدارهای آب و هوایی را بر اساس نوع خاصی از آب و هوای خطرناک باران، باران سنگین، برف سنگین، نیروهای شدید، و دیگر آب و هوا می‌تواند باعث اختلال قابل ملاحظه ای در عموم مردم یا گروه‌های صنعتی خاص شود صادر می‌کند. همچنین چشم‌اندازهای شدید رعد و برق، ساعت‌ها و هشدارها را برای مواجهه با باران‌های شدید و برف‌های شدید باد ناشی از رعد و برق، و نیز تگرگ بزرگ و خسارات ناشی از گردبادها فراهم می‌کند.

## سوئد
مؤسسه هواشناسی و هیدرولوژیکی سوئد، اصطلاحات سطح هشدار خود را توسعه داده‌است. کلاس ۱ به معنای پیش‌بینی آب و هوا می‌باشد که می‌تواند به برخی از خطرات و اختلالات حمل و نقل و سایر نقاط جامعه مربوط باشد. کلاس ۲ برای آب و هوا است که می‌تواند به معنای خطر، آسیب و اختلالات بزرگتر باشد. کلاس ۳ برای آب و هوا است که می‌تواند به معنای خطر بزرگ، آسیب جدی و اختلالات عمده باشد. این می‌تواند به بسیاری از وقایع مربوط به آب و هوا مانند باد، سیل، برف، آتش‌سوزی جنگل و غیره اشاره کند. سوئد آب و هوای شدید را بعضی از کشورهای دیگر ندارد، بنابراین رویدادهای کلاس ۳ در سوئد به‌طور معمول سرچشمه‌های بین‌المللی بزرگ را ایجاد نمی‌کنند.

## انگلستان
اداره مت، خدمات آب و هوایی ملی انگلستان، هشدارها و ساعتهای هوائی جداگانه را منتشر نمی‌کند، اما دارای یک سیستم مشابه از هشدارهای فلش و هشدارهای پیشنهادی است که به‌طور کلی نقش هشدارهای آب و هوایی و ساعتهای هوا را به عهده دارند. دیگر گروه‌های رسمی هواشناسی می‌توانند از سیستم‌های مشابه استفاده کنند اما از شرایط مختلف استفاده می‌کنند.
اداره مت و سایر خدمات آب و هوایی دارای سطوح هشدار سه رنگی است:
- زرد: آگاه باشید تأخیر سفر ممکن، یا اختلال در فعالیت‌های روزمره شما.
- کهربا: آماده باشید. می‌تواند بسته شدن جاده‌ها و راه‌ها، قطع برق و خطر بالقوه برای زندگی و اموال باشد.
- قرمز: اقدام کنید احتمال آسیب گسترده، اختلالات قدرتمند در سفر و خطر جانی وجود دارد. اجتناب از مناطق خطرناک

## ایالات متحده
در ایالات متحده، هشدارها و ساعتهای آب و هوایی دولت توسط سرویس هواشناسی ملی صادر می‌شود که خود شاخه ای از اداره ملی اقیانوسی و جوی است. NWS ساعت را به عنوان "خطر یک رویداد خطرناک یا رویداد هیدرولوژیکی [افزایش] به طور قابل توجهی تعریف می‌کند، اما وقوع آن، مکان و / یا زمان بندی هنوز مشخص نیست" و یک هشدار به عنوان "رویداد آب و هوایی خطرناک یا رویداد هیدرولوژیکی [که] رخ می‌دهد، قریب‌الوقوع است، یا ممکن است احتمال بسیار زیاد رخ دهد " . علاوه بر این، NWS هشدارهای آب و هوا و ساعت‌ها بر اساس نوع خاصی از آب و هوای خطرناک را از بین می‌برد. این هشدارها و ساعتها شامل، اما نه محدود به سیل، طوفان‌های شدید محلی، طوفان‌های گرمسیری و طوفان‌های زمستانی می‌باشند.

## کانادا
در کانادا، هشدارها و ساعتهای آب و هوایی دولت توسط محیط زیست کانادا صادر می‌شود. هشدارهای غیردولتی، ساعتها یا هشدارها مانند چرخش شناسایی یا گردباد گزارش شده توسط شرکت‌های جانبی مانند ساعت اخطار هواشناسی یا هشدار هواشناسی منتشر نمی‌شوند. این شرکت‌های جانبی به هیچ وجه با دولت ارتباط ندارند. محیط زیست کانادا مشاوره را به عنوان "هشدار برای پوشش مجموعه ای گسترده از شرایط آب و هوایی رو به وخامت" تعریف می‌کند، اخطار "زمانی که شرایط را به نفع شکل‌گیری آب و هوای شدید" و هشدار به عنوان "آب و هوای شدید در واقع رخ می‌دهد یا قریب‌الوقوع است." . علاوه بر این، محیط زیست کانادا هشدار آب و هوا را بر اساس نوع خاصی از آب و هوای خطرناک می‌شکند. این هشدارها در سرتاسر کانادا منتشر می‌شوند و شامل، اما نه محدود به طوفان‌های زمستانی، دمای شدید (از جمله گردبادها)، باد، سونامی، سیکلون‌های گرمسیری و میزان بارش شدید است.